# Meta - Depto. de Crimes Metalinguísticos
Meta – Depto. de Crimes Metalinguísticos é uma série de romances gráficos criada por Marcelo Saravá, também autor de “Aos Cuidados de Rafaela”. A trama se desenrola a partir do assassinato de um desenhista, cujos principais suspeitos são os personagens que ele mesmo criou para uma história em quadrinhos. É desenhado por André Freitas, com cores de Omar Viñole e letras de Deyvison Manes.

## Enredo
A história se passa em um universo onde existe a META, uma polícia secreta que investiga casos ocorridos em universos diferentes. Os detetives da META atuam em diversas mídias narrativas, incluindo quadrinhos, teatro, literatura e cinema. Eles têm a habilidade de quebrar a quarta parede, saindo de seus respectivos universos para solucionar os mais estranhos casos.O roteiro de Saravá é um exercício estilístico de narrar histórias sobre o ato de contar histórias, reunindo drama, humor, experimentalismo e cultura pop. A obra coloca em discussão a relação das pessoas com as artes.
Dentro dessa ideia, META conta com a participação especial de personagens conhecidos, como Bone, do autor norte-americano Jeff Smith, e Deus, do cartunista brasileiro Carlos Ruas. Ao todo, a HQ contém 19 artes de quadrinistas brasileiros e internacionais, como Laerte Coutinho, além de incluir uma homenagem póstuma a Daniel Azulay, falecido em 2020.

## Peculiaridades
Uma peculiaridade da publicação é o elenco definido pelo desenhista André Freitas, que criou as artes dos personagens a partir de fotos. O protagonista, Alan Mancuso, por exemplo, é baseado no visual de Saravá. O próprio Freitas empresta seu rosto para três personagens diferentes.

## Reconhecimento
A obra foi reconhecida com o Prêmio Jabuti 2021  de Melhor História em Quadrinhos. O primeiro volume da HQ Meta ganhou o Jabuti em 2021 e o segundo volume foi indicado ao mesmo prêmio em 2023, mas não chegou aos finalistas.

## Publicação
A HQ Meta é editada pela Zarabatana Books no Brasil e pela Scout Comics   em língua inglesa.